# Девятова, Марина Владимировна
Мари́на Влади́мировна Девя́това (род. 13 декабря 1983, Москва) — российская певица, исполнительница народных песен, лауреат международных фестивалей и конкурсов, финалистка телевизионного проекта «Народный артист-3». Заслуженная артистка Российской Федерации (2023).

## Биография
Марина Девятова родилась 13 декабря 1983 года в Москве в артистической семье. Её отец — Владимир Сергеевич Девятов, народный артист России, исполнитель русских народных песен; мать — Наталья Николаевна, хореограф в ансамбле им. С. Дунаевского. Родители Девятовой развелись, когда ей было 5 лет, и её воспитанием в основном занималась мать. Музыке Девятову начал обучать её отец. Он привил ей любовь не только к русской народной музыке, но и к таким коллективам, как The Beatles и Deep Purple. В возрасте трёх лет Марина уже хорошо пела и чувствовала ритм.
В 1990 году родители отправили дочь в музыкальную школу им. Д. Д. Шостаковича, где она обучалась хоровому дирижированию, хотя её дед (военный прокурор) хотел, чтобы внучка стала юристом. В 1999 году Девятова поступила в музыкальный колледж им А. Шнитке на кафедру сольного народного пения, а 2001 году стала лауреатом Всероссийского конкурса Исполнителей народной песни им. Ипполитова-Иванова, который проходил в Воронеже.
Во время учёбы на 4-м курсе училища Девятова познакомилась с основателем и художественным руководителем группы «Индрик-Зверь» Артёмом Воробьёвым, который предложил ей попробовать себя в качестве певицы в ансамбле. «Индрик-зверь» исполнял старинные русские и славянские песни в современной обработке. Участники ансамбля собирали фольклор западного региона и делали роковые аранжировки с использованием духовых этнических инструментов. Совместно с этим, в период с 2003 по 2008 год, Девятова училась в Российской академии музыки им. Гнесиных на Факультете сольного народного пения и впервые приняла участие в международном конкурсе «Славянский базар».
За свою карьеру Девятова часто сталкивалась с утверждением: «ваша музыка — не формат». Из желания доказать обратное в 2006 году она пошла на кастинг «Народного артиста-3». В результате Девятова стала финалисткой проекта. Переломным моментом стал для неё дуэт с Алексеем Гоманом — песня «Это могло быть любовью». По мнению критиков, в этом номере наиболее удачно проявился синтез народной музыки и эстрады.
На сцене Девятова работает с шоу-балетом «Яr-Дэнс», часто выступает с детскими коллективами. В её репертуаре есть дуэты со многими известными артистами: Николаем Басковым, Александром Буйновым, Dato, Варварой, итальянским певцом Альбано, Владимиром Девятовым, Петром Дрангой и другими. С юмористом Святославом Ещенко Девятова записала несколько комедийных музыкальных номеров. Согласно газете «Вечерняя Москва», Девятову «постоянно приглашают в разные страны мира в качестве „посла“ российской культуры». Она несколько раз принимала участие в германо-российском фестивале в Берлине, давала концерты в таких странах, как Италия, Эстония, Болгария, США и Китай.
В 2007 году Девятова приняла участие в церемонии выбора столицы Зимних олимпийских игр 2014 года, где восемь раз на бис исполнила песню «Катюша». 28 октября 2008 года при поддержке Министерства культуры РФ прошёл первый сольный концерт Девятовой, который был посвящён русским традициям и народному фольклору. 17 марта 2009 года Девятова представила русскую песню королеве Великобритании Елизавете II и всей королевской семье. Произошло это на светском приёме в Лондоне, устроенном Министерством иностранных дел РФ совместно с Русской православной церковью. Девятовой также довелось выступать перед Владимиром Путиным, Дмитрием Медведевым, Нурсултаном Назарбаевым и ливийским лидером Муаммаром Каддафи.
13 ноября 2009 года в Московском государственном театре эстрады Девятова выступила с премьерой своей новой программы «Пойду, Выйду». В этот же день состоялась презентация её дебютного альбома «Не думала, не гадала». В ноябре 2011 года вышел новый альбом Девятовой под названием «Я счастливая». По словам певицы, она выбрала такое название потому, что оно близко ей «и по состоянию души, и по той энергетике, которую, надеюсь, несёт моё творчество». В 2013 году вышел третий сольный альбом Девятовой — «В лунном сиянии». 8 декабря 2013 года в ГЦКЗ «Россия» состоялся сольный концерт Девятовой «В День Рождения с любовью», который был приурочен к 30-летнему юбилею певицы. 9 ноября 2014 года в Московском государственном театре эстрады прошёл концерт Девятовой «Симфония моей души». В том же году Девятова отметила 15-летний юбилей творческой деятельности. 10 сентября 2015 года в театральном зале Московского международного дома музыки состоялся совместный концерт Марины Девятовой и певицы Варвары.
В 2015 году Девятова была номинирована на Российскую национальную музыкальную премию (в категории «лучший фолк-исполнитель»), но уступила Пелагее.
В 2023 году Марине Девятовой было присвоено звание Заслуженный артист Российской Федерации.

## Личная жизнь
Одно время Девятова поддерживала романтические отношения с врачом, который был значительно старше её по возрасту, но он скончался от рака. После этого Девятова несколько лет встречалась с начинающим певцом и актёром Николаем Демидовым.
28 октября 2016 года Девятова вышла замуж за владельца рекламного агентства Алексея Пигуренко. Брак был заключен в Кутузовском отделе ЗАГС г. Москвы. Пара познакомилась в 2008 году, однако тогда оба были несвободны. Их отношения начались в 2011 году: они начали жить вместе, но спустя некоторое время расстались, оставшись друзьями. Пара воссоединилась через полтора года, после смерти отчима Девятовой, который был очень близким ей человеком. В этот период Пигуренко поддержал её, и оба поняли, что снова хотят быть вместе. После того, как в 2016 году Девятова забеременела, пара решила оформить брак. 16 февраля 2017 года у пары родилась дочь Ульяна.
Марина Девятова не курит, не употребляет спиртные напитки, является вегетарианкой, занимается йогой и медитацией. В ряде интервью Марина утверждала, что стала вегетарианкой (приблизительно в 2005 году) после визита на скотобойню. По словам отца певицы, Владимира Девятова, его дочь является кришнаиткой. Он утверждает, что с кришнаитами дочь познакомилась во время учёбы в музыкальном колледже им А. Шнитке и именно под влиянием кришнаизма отказалась от вредных привычек. Сама Марина Девятова на вопрос о своём вероисповедании не даёт прямого ответа. В одном из интервью она призналась, что «занимается бхакти-йогой» (одно из названий духовной практики кришнаитов), а в другом рассказала, что увлеклась кришнаизмом с целью познать себя и избавиться от духовной пустоты. В том же интервью Девятова призналась, что знакомство с кришнаизмом помогло ей обрести внутренний покой, найти себя как женщину и раскрыть свой творческий потенциал.

## Дискография
- 2006 — «Народный артист-3»
- 2009 — «Не думала, не гадала»
- 2011 — «Я счастливая»
- 2013 — «В лунном сиянии»
- 2018 — «Не будите меня молоду…»
- 2020 — «Можно, я буду рядом»